# Asaphocrita
Asaphocrita é um gênero de traça pertencente à família Agonoxenidae.